# Pegusa triophthalma
 Pegusa triophthalma es una especie de pez de la familia Soleidae en el orden de los Pleuronectiformes.

## Hábitat
Vive en los fondos arenosos.

## Distribución geográfica
Se encuentra en las  costas del  Atlántico Oriental Central (desde Mauritania hasta el Golfo de Guinea ).